# Dólar de Guayana Británica
El dólar de Guayana Británica o bien dólar guayanés fue una moneda intermitente surgida en 1836 hasta 1837 y de 1917 hasta 1949 —en este último período más largo se retomó el nombre original al separarse las islas caribeñas del dólar de Guayana Británica e Indias Occidentales— que había surgido del dólar español, peso fuerte o bien real de a ocho y que se creó para desestimar su uso, aunque inicialmente se intentó con el dólar del ancla de la América británica desde 1822, y también para desligarlo del antiguo florín neerlandés colonial, y conseguir de esta manera una paridad con la libra esterlina. Por lo tanto este dólar colonial británico se dividía en sesenta peniques en 1836 y ya desvalorizado en el segundo período a cincuenta peniques.

## Historia
Los británicos ejercían desde 1796 el control de facto sobre el territorio guayanés, que se extendía a las colonias de Esequibo, Demerara y Berbice, las cuales eran oficialmente neerlandesas hasta su cesión definitiva en 1814. Entre 1803 y 1831, Esequibo y Demerara fueron administradas separadamente de Berbice, pero en 1831 las tres se integraron en la nueva colonia de la Corona llamada Guayana Británica. Hasta 1816, los británicos acuñaron para uso en el territorio guayanés monedas dentro del sistema neerlandés que circularon hasta 1822 y que consistía en florines (guilder en inglés, gulden en neerlandés) divididos en 20 centavos (stiver en inglés, stuiver en neerlandés).
En octubre de 1835 se aprobó la emisión de las primeras monedas para Guayana dentro del sistema británico, como las de 1836 y 1837, y de esta forma el dólar de la Guayana británica se creó con el objetivo de dejar de lado definitivamente al florín heredado de cuando era neerlandesa y hacer una paridad con el dólar español para que también se deje de usar (3 florines por dólar o bien 3 florines por 60 peniques). Se trataba de monedas de cuatro peniques de plata ( o un groat), similares a las emisiones del Royal Maundy, y aunque fueran piezas dentro del sistema general de emisiones británico, se destinaron específicamente a Guayana.
Por lo que 1 dólar español era igual a 1 dólar guayanés y ambos equivalían inicialmente a 60 peniques (o 5 chelines) y como 20 chelines (o 240 peniques) eran 1 libra esterlina, se pudo establecer una paridad entre ambas (4 dólares por libra). Fue remplazado por el dólar de Guayana Británica e Indias Occidentales en 1838, con el mismo sistema aunque en 1839 se desvalorizó a 50 peniques (o sea, 4 chelines y 2 peniques que perduraría hasta la decimalización de 1967).
A partir de 1917 las Indias Occidentales Británicas se separaron pero dicho dólar siguió circulando en Guayana británica y solo se acuñaron monedas de 4 peniques de plata .925 como en el primer período pero con el nombre de la colonia impresa en las monedas hasta 1943 y desde 1944 a 1945 se diferenciaron en que eran de plata .500, utilizándose hasta 1949 y el cual se seguía dividiendo en 50 peniques desde 1839, que equivalía aproximadamente a 0,21 libras esterlina (o sea, 4 dólares y 38 peniques por libra).
En dicho año se creó el dólar de las Indias Occidentales Británicas que solo circuló en el Territorio Británico del Caribe Oriental (British East Caribbean Territories, en inglés) y en la Guayana británica hasta 1966, año de la independencia de esta última y al siguiente se crearía el nuevo dólar guyanés dividido en 100 centavos.

## Monedas
La paridad de esta moneda hasta 1839 era que 1 dólar guayanés equivalía 1 dólar español y ambos equivalían a 60 peniques (o 5 chelines), o sea, $4 = 240p = £1.
Con la desvalorización, cuando se separaron la Indias Occidentales Británicas, la moneda mantuvo la nueva paridad en 1917, en la cual 1 dólar equivalía a 50 peniques, o bien 4 chelines con 2 peniques (que perduraría hasta la decimalización de 1967), o sea, $4 = 200p.
- 4 peniques de plata .925, con fechas de 1836 y 1837, en el anverso con rostro masculino, frente amplia y peinado hacia adelante del rey Guillermo IV del Reino Unido, de perfil mirando a la derecha (sin el nombre de la colonia).[4]
- De pata .925 con fechas de 1917, 1918, 1921, 1923, 1925, 1926, 1931, 1935 y 1936, en el anverso con busto masculino coronado del rey Jorge V del Reino Unido de perfil mirando a la izquierda, con leyenda en inglés: BRITISH GUIANA (Guayana británica).
- De plata .925 con fechas de 1938 hasta 1943, en el anverso igual que el anterior pero con el rostro masculino y cabello peinado con raya de costado del rey Jorge VI del Reino Unido de perfil mirando a la izquierda.
- De plata  .500, en el anverso igual que el anterior pero con fechas de 1944 y 1945.[6]